# Боротьба з алігаторами

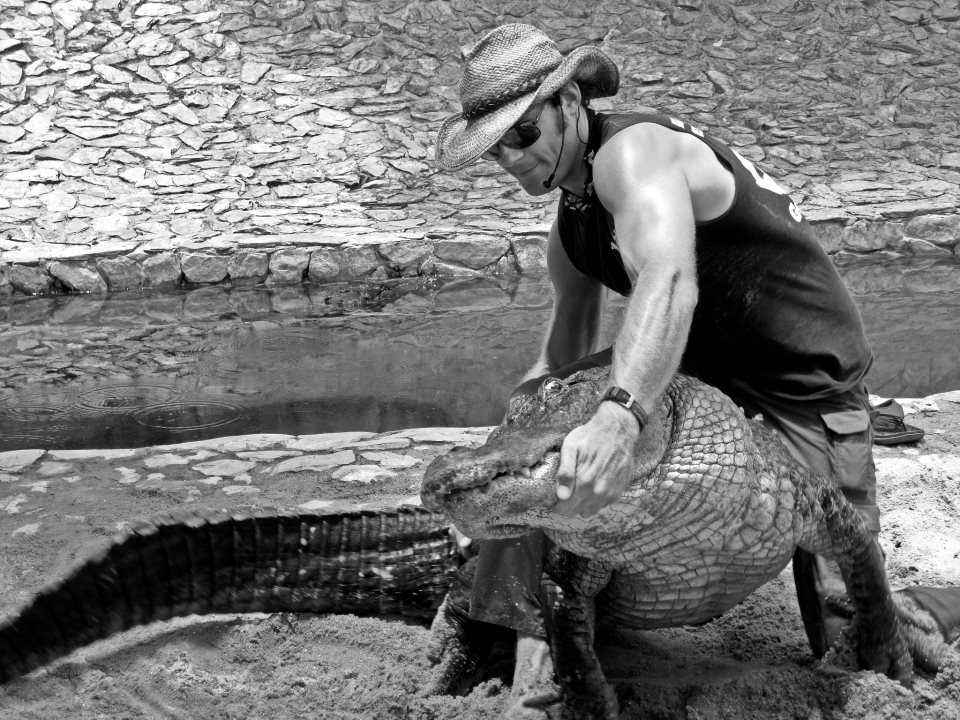
Кріс Джиллетт бореться з американським алігатором у парку відпочинку Everglades, Ft. Лодердейл, Флорида

Боротьба з алігаторами (англ. Alligator wrestling) — атракціон, який згодом перетворився на спорт, що розпочався як мисливські експедиції корінних американців. Він був описаний як «техніка захоплення алігаторів».[джерело?]

## Історичне походження корінних американців
Протягом тисяч років південно-східні індіанці полювали на алігаторів як джерело їжі. На початку ХХ століття показ алігаторів у придорожніх атракціонах допомогав корінним американцям отримати прибуток. Боротьба з алігаторами існувала задовго до того, як перші європейські дослідники забрели у Флоридський Еверглейдс. Для таких племен, як семіноли та мікосукі, навчання «поведінки» з рептиліями було частиною їх існування.
Нам доводилося харчуватися тим, що давала нам матінка-природа в Еверглейдсі... Ми їли хвіст, м'ясисту частину. Пізніше, коли шкіра алігатора почала цінуватися, ми полювали на алігаторів і здирали з них шкіру, а потім приносили її на торгові пости і обмінювали на те, що не могли виростити.— Макс Оскола, член ради племені семінолів.

## У Флориді
Загальним символом Флориди в популярній культурі є американський алігатор Alligator mississippiensis). Однією з найперших тематичних туристичних визначних пам'яток Флориди була Ферма алігаторів Св. Августина. Вона відкрилася 1893 року. На алігаторній фермі Св. Августина та інших туристичних визначних пам'ятках, таких як Алігаторленд і Сільвер Спрінгс, «приборкання» або гіпнотизування алігаторів було популярним трюком разом з іншими виступами, такими як боротьба з алігаторами. Боротьба з алігаторами є звичайним заняттям для глядачів у Флориді, і найчастіше зустрічається поблизу Еверглейдс, так званої «Алеї алігаторів».